# Ткаченко Олександр Володимирович
Ткаченко Олександр Володимирович (19 червня 1960 — 3 листопада 2015) — український академічний веслувальник.
Бронзовий призер Олімпійських Ігор 1980 року в складі вісімки.
Бронзовий призер Чемпіонату світу 1979 року в складі вісімки.